# Reelin’ in the Years
«Reelin’ in the Years» (иногда пишется «Reeling in the Years») — песня джаз-фьюжн-группы Steely Dan. Песня была выпущена вторым синглом из дебютного альбома коллектива Can’t Buy a Thrill (1972). «Reelin’ in the Years» достигла 11-й позиции в хит-параде Billboard Hot 100.

## О песне
Песня была написана Дональдом Фейгеном и Уолтером Беккером, партию вокала исполнил Фейген. В марте 2005 году журнал Q поместил песню на 95-ю позицию в списке 100 лучших гитарных песен. Гитарист группы Led Zeppelin Джимми Пейдж назвал гитарное соло сессионного музыканта Элиотта Рэндалла на «Reeling In the Years» своим самым любимым соло всех времён. Соло-партия также находится на 40-м месте в списке лучших гитарных соло по версии читателей журнала Guitar World. В интервью журналу Rolling Stone Фейген назвал песню «глупой, но эффектной». Четырёхканальный квадрафонический микс «Reeling In the Years» содержит дополнительные гитарные партии, которые не слышны на большинстве двухканальных стерео-версий.

## В популярной культуре
- Донни Осмонд и Мари Осмонд исполнили песню на своём варьете-телешоу Donny & Marie 13 января 1978 года[6]. Это исполнение песни было более бурным, чем оригинальная версия, и включало в себя представление гостей Рута Буззи, Бадди Хакетта и Сюзанны Сомерс. В выступлении также приняли участие танцоры на коньках, они присоединились к сценическому действию во время припева песни.
- Песня звучит в фильме Роба Зомби 2005 года «Изгнанные дьяволом»[7].
- Песня также использовалась в качестве тематической музыки для сериала Rob Brydon’s Annually Retentive[8], который транслировался на BBC Three в Великобритании с 11 июля 2006 года по 4 июня 2007 года.
- Песня использовалась в художественном фильме For Love of the Game[9] и документальной картине Life Itself[10], а также в качестве тематической музыки для телевизионного шоу RTE Reeling In the Years[11], которое является историческим документальным сериалом, охватывающим один конкретный год в каждом эпизоде.

## Хит-парады
| Хит-парад (1973)       | Лучшая позиция |
| ---------------------- | -------------- |
| Australia KMR          | 62             |
| Canada RPM             | 15             |
| U.S. Billboard Hot 100 | 11             |
| U.S. Cashbox Top 100   | 7              |

| Хит-парад (1973)       | Позиция |
| ---------------------- | ------- |
| Canada                 | 90      |
| U.S. Billboard Hot 100 | 68      |
| U.S. Cash Box Top 100  | 87      |

## Участники записи
- Дональд Фейген — пианино, основной и бэк- вокал
- Эллиот Рэндалл — соло-гитара
- Денни Диас — ритм-гитара
- Джефф Бакстер — ритм-гитара
- Уолтер Беккер — бас-гитара, бэк-вокал
- Джим Ходдер — ударные, бэк-вокал
- Виктор Фельдман — перкуссия